# Eustis (Floryda)
Eustis – miasto w Stanach Zjednoczonych, w stanie Floryda, w hrabstwie Lake.